# Percy Jackson och monsterhavet
Percy Jackson och monsterhavet (engelska: Percy Jackson: Sea of Monsters) är en amerikansk film som hade biopremiär i USA den 7 augusti 2013. Filmen är baserad på Rick Riordans andra bok i Percy Jackson-serien, Percy Jackson och monsterhavet.

## Handling
Poseidons son, Percy Jackson (Logan Lerman), och hans vänner beger sig till Monstrens hav för att hitta en mytomspunnen skatt (Det gyllene skinnet).

## Rollista (i urval)
- Logan Lerman – Percy Jackson
- Brandon T. Jackson – Grover Underwood  satyr
- Alexandra Daddario – Annabeth Chase
- Douglas Smith – Tyson
- Leven Rambin – Clarisse La Rue
- Jake Abel – Luke Castellan
- Paloma Kwiatkowski – Thalia Grace
- Stanley Tucci – Dionysos
- Nathan Fillion – Hermes
- Sean Bean – Zeus
- Anthony Head – Keiron
- Robert Maillet – Polyfemos
- Derek Mears – Cyclops